# Mafia: Definitive Edition
Mafia: Definitive Edition is een action-adventure-spel ontwikkeld door Hangar 13. Het spel is een remake van het originele Mafia: The City of Lost Heaven uit 2002. Op 13 mei 2020 werd de remake aangekondigd op het Twitter-account van de Mafia-serie. Op 25 september 2020 kwam het spel uit op Windows, PlayStation 4 en Xbox One.

## Ontwikkeling
Het spel is ontwikkeld in dezelfde game engine als Mafia 3. Verder zal het een "uitgebreid verhaal, gameplay en originele soundtrack" bevatten.

## Ontvangst
| \| Recensiescore \| Recensiescore \| \| Publicist \| Score \| \| --------------- \| --------------- \| \| Power Unlimited \| (PS4) 78/100[6] \| |              |
| Recensiescore |              |
| Publicist | Score        |
| Power Unlimited | (PS4) 78/100 |